# Okrug Piešťany
Okrug Piešťany (svk: Okres Piešťany) (mađ: Pöstyéni járás ) nalazi se u zapadnoj Slovačkoj u Trnavskom kraju. U okrugu živi 61 773 stanovnika, dok je gustoća naseljenosti 162,08 stan/km². Ukupna površina okruga je 381,11 km². Glavni grad okruga Piešťany je istoimeni grad Piešťany s 26 379 stanovnika.

## Zemljopis
Okrug se nalazi u sjevernom dijelu Trnavskog kraja.  Glavne značajke reljefa su Mali Karpati na zapadu, Váh Inovec na istoku i Panonska nizina u sredini. Glavne rijeke u okrugu su Váh i Dudváh .

## Stanovništvo
| Godina:     | 1994.  | 2004.   | 2014.   | 2024.   |
| ----------- | ------ | ------- | ------- | ------- |
| Broj ljudi: | 64 048 | 63 964  | 63 168  | 61 773  |
| Razlika:    |        | −0,13 % | −1,24 % | −2,20 % |

| Godina:     | 2023.  | 2024.   |
| ----------- | ------ | ------- |
| Broj ljudi: | 62 015 | 61 773  |
| Razlika:    |        | −0,39 % |

## Gradovi
- Piešťany
- Vrbové

## Općine
| - Banka - Bašovce - Borovce - Dolný Lopašov - Drahovce - Dubovany - Ducové - Hubina - Chtelnica | - Kočín-Lančár - Krakovany - Moravany nad Váhom - Nižná - Ostrov - Pečeňady - Prašník - Rakovice - Ratnovce | - Sokolovce - Šípkové - Šterusy - Trebatice - Veľké Kostoľany - Veľké Orvište - Veselé |

## Vanjske poveznice
- - Muzej Piešťany